# Hochfilzen
Hochfilzen is een gemeente in de Oostenrijkse deelstaat Tirol, op de grens met de deelstaat Salzburg. Het maakt deel uit van het district Kitzbühel.
Hochfilzen telde 1147 inwoners op 1 januari 2016.
Het dorp is een populaire wintersportplaats, vooral voor langlaufen. In 2017 is het gastheer van de wereldkampioenschappen biatlon, zoals het ook deed in 2005, 1998 en 1978, en er is regelmatig een wedstrijd voor de jaarlijkse wereldbeker van de Internationale Biatlonunie.

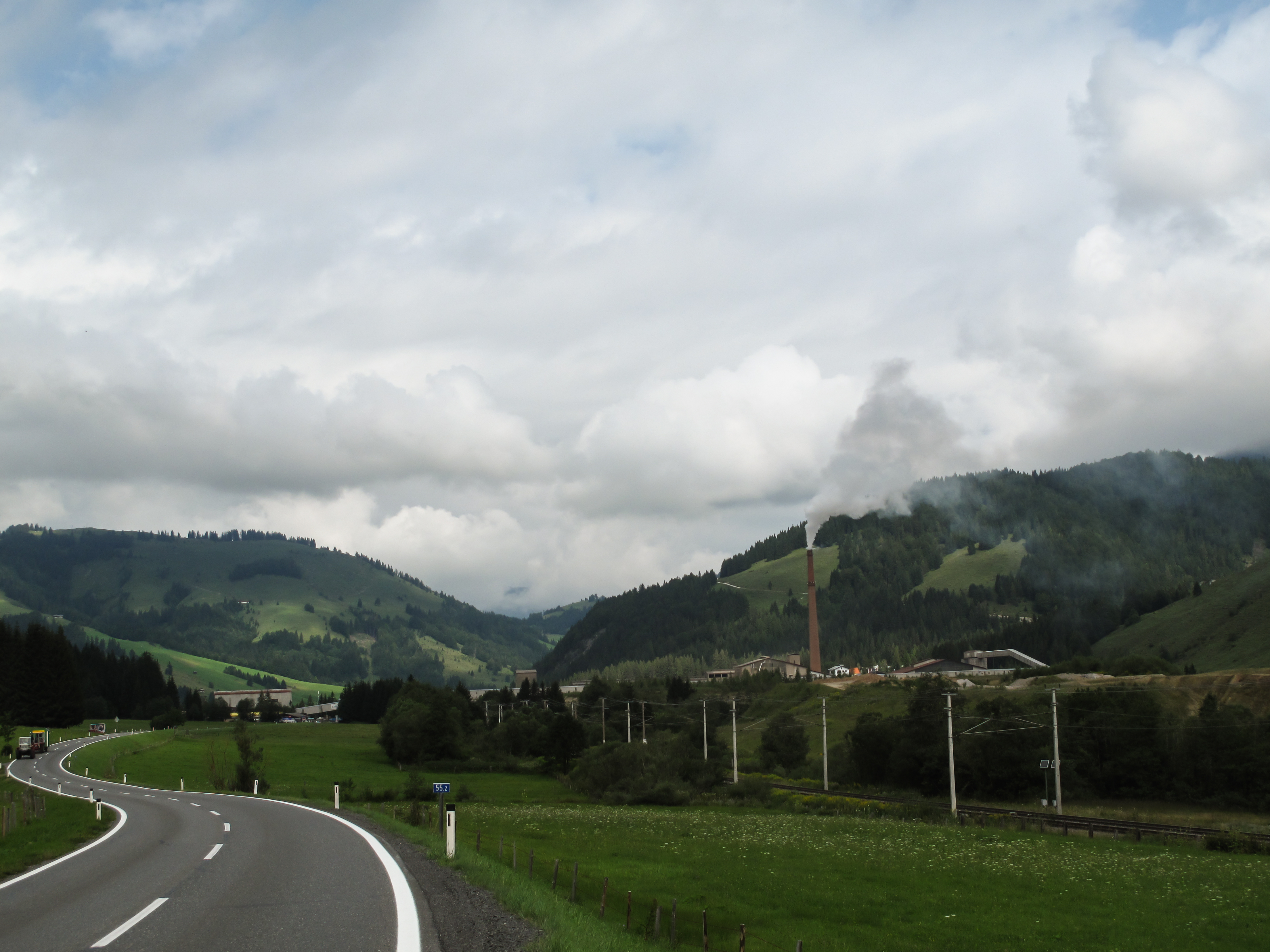
Hochfilzen, wegpanorama met rokende oude fabriekspijp

Aurach bei Kitzbühel ·
Brixen im Thale ·
Fieberbrunn ·
Going am Wilden Kaiser ·
Hochfilzen ·
Hopfgarten im Brixental ·
Itter ·
Jochberg ·
Kirchberg in Tirol ·
Kirchdorf in Tirol ·
Kitzbühel ·
Kössen ·
Oberndorf in Tirol ·
Reith bei Kitzbühel ·
Schwendt ·
St. Jakob in Haus ·
St. Johann in Tirol ·
St. Ulrich am Pillersee ·
Waidring ·
Westendorf
- Gemeinsame Normdatei: 4200653-3
- Library of Congress Control Number: nr88012905
- Nationale Bibliotheek van Israël: 987007538022105171
- Virtual International Authority File: 144678946